# Kópasker
Kópasker é uma localidade na Islândia. Em 2018 tinha uma população de cerca de 122 habitantes.